# Amblyseius andersoni
Amblyseius andersoni är en spindeldjursart som först beskrevs av Chant 1957.  Amblyseius andersoni ingår i släktet Amblyseius och familjen Phytoseiidae. Inga underarter finns listade i Catalogue of Life.